# 코멘

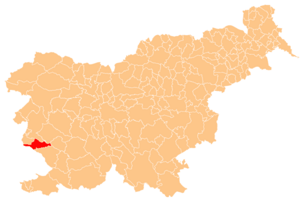
코멘의 위치

코멘(슬로베니아어: Komen)은 슬로베니아의 도시로 면적은 102.7km2, 인구는 3,515명(2002년 기준), 인구 밀도는 34.2명/km2이다.